# Abdul Halim de Quedá
Abdul Halim nascido Abdul Halim Mu'adzam Shah GCB • KStJ (Alor Setar, 28 de novembro de 1927 - 11 de setembro de 2017) foi vigésimo sétimo Sultão de Quedá. Abdul Halim também foi o primeiro nobre a governar a Malásia por duas vezes: de 1970 a 1975 e de 2011 a 2016.
Predefinição:Família real de Quedá

## Títulos e honras
Entre 13 de dezembro de 2011 e 13 de dezembro de 2016, data em que assumiu pela segunda vez o trono malásio, seu título oficial é Ke Bawah Duli Yang Maha Mulia Seri Paduka Baginda Yang di-Pertuan Agong Al-Sultan Sir Almu'tasimu Billahi Muhibbudin Tuanku Alhaj Abdul Halim Mu'adzam Shah ibni Almarhum Sultan Badlishah ou seja Sua Majestade o Líder Supremo da Malásia, o Sultão Almu'tasimu Billahi Muhibbudin Tuanku Alhaj Abdul Halim Mu'adzam Shah ibni Almarhum Sultan Badlishah.
Seus demais títulos são/foram:
- Yang Mulia Tunku Abdul Halim ibni Tunku Badlishah (1927-1949)
- Duli Yang Teramat Mulia (1949-1958)
- Duli Yang Maha Mulia Sultão Abdul Halim Mu'adzam Shah ibni Sultan Badlishah (1958-2017)
- Seri Paduka Baginda Yang di-Pertuan Agong Tuanku Abdul Halim Mu'adzam Shah ibni Sultan Badlishah (1970-1975)
- Seri Paduka Baginda Yang di-Pertuan Agong Tuanku Abdul Halim Mu'adzam Shah ibni Sultan Badlishah (2011-2016)